# پرونده سلامت شخصی
پرونده سلامت شخصی شامل داده‌های پزشکی بیماران است که می‌توانند آن‌ها را با سایرین به اشتراک بگذارند و مدیریت کنند. این پرونده شامل داده‌های پزشکی است که از مکان‌های مختلف می‌توان دریافت شوند. از سال ۲۰۰۰ در مقاله‌ای در PUBMED این واژه مطرح شده‌است. این اصطلاح هم به اطلاعات روی کاغذ و هم به اطلاعات کامپیوتری گفته می‌شود و از آن به عنوان یک کاربرد الکترونیکی که داده‌های سلامت را جمع‌آوری و ذخیره می‌کند، یاد می‌شود. در این پرونده چه به صورت کاغذی و چه به صورت الکترونیکی، هیچ‌کس نمی‌تواند بیمار را وادار به وارد کردن اطلاعات پزشکی اش کند. این پرونده طیف گسترده‌ای از داده‌ها را در برمی گیرد که شامل داده‌های زیر است:
- حساسیت‌ها و واکنش‌های دارویی
- بیماری‌های مزمن
- بیماری‌ها و دوره‌های بستری شدن
- گزارش‌های تصویری
- نتایج تست‌های آزمایشگاهی
- داروها و دوز مصرف شان
- سوابق نسخه‌ها
- جراحی‌ها و رویه‌ها
- واکسیناسیون
- مشاهداتی از زندگی روزمره

دو روش برای وارد کردن داده هابه این پرونده وجود دارد اول اینکه بیمار خودش داده‌ها را به صورت دستی یا به صورت یک فایل به سیستم وارد کند و روش دوم وقتی است که این پرونده الکترونیکی است و به صورت اتوماتیک به روزرسانی می‌شود. همهٔ این پرونده هااین قابلیت‌ها را ندارند و انواع انفرادی آن‌ها ممکن است از یکی یا هر دو این روش‌ها حمایت کنند. علاوه بر این ذخیره‌سازی داده بعضی از این پرونده‌ها شامل افزونه‌های دیگری همچون ارسال پیام الکترونیکی بین فراهم کنندگان و بیمار، مدیریت ملاقات‌ها می‌شوند. اساس این پرونده‌ها شامل سه جز می‌شود: داده، زیر ساخت و کاربرد. داده به اطلاعاتی که جمع‌آوری، تحلیل و ذخیره می‌شوند گفته می‌شود. زیرساخت یک پلتفرم محاسباتی است که داده‌های سلامت را پردازش و مبادله می‌کند مانند پکیج‌های نرم‌افزاری و وب سایتها. کاربرد شامل تبادل داده، تراکنش و قابلیت‌های تحویل محتوا و تحلیل آن است. برای مثال: برنامه‌ریزی ملاقات‌ها، سیستم‌های حمایت از تصمیم بیمار و سایتهایی همچون گوگل هلس اقدام به ذخیره‌سازی و در اختیار قرار دادن این داده‌ها تحت وب کرده‌اند؛ و امکان به اشتراک گذاری این داده‌ها در سایر کاربردها را فراهم کرده‌اند.